# 31. Division (Deutsches Kaiserreich)
Die 31. Division, für die Dauer des mobilen Verhältnisses auch als 31. Infanterie-Division bezeichnet, war ein Großverband der Preußischen Armee.

## Gliederung
Die Division war Teil des XXI. Armee-Korps.

### Friedensgliederung 1914
- 32. Infanterie-Brigade in Saarbrücken
  - 8. Rheinisches Infanterie-Regiment Nr. 70 in Saarbrücken
  - 10. Lothringisches Infanterie-Regiment Nr. 174 in Forbach und Straßburg (3. Bataillon)
- 62. Infanterie-Brigade in Hagenau
  - Infanterie-Regiment „Markgraf Karl“ (7. Brandenburgisches) Nr. 60 in Weißenburg
  - 2. Unter-Elsässisches Infanterie-Regiment Nr. 137 in Hagenau
  - Infanterie-Regiment „Hessen-Homburg“ Nr. 166 in Bitsch
- 31. Kavallerie-Brigade in Saarbrücken
  - Westfälisches Dragoner-Regiment Nr. 7 in Saarbrücken
  - Ulanen-Regiment „Großherzog Friedrich von Baden“ (Rheinisches) Nr. 7 in Saarbrücken-St. Johann
- 31. Feldartillerie-Brigade in Hagenau
  - 1. Unter-Elsässisches Feldartillerie-Regiment Nr. 31 in Hagenau
  - 2. Unter-Elsässisches Feldartillerie-Regiment Nr. 67 in Hagenau und Bischweiler (2. Abteilung)
- Landwehr-Inspektion Saarbrücken

### Kriegsgliederung bei Mobilmachung 1914
- 32. Infanterie-Brigade
  - 8. Rheinisches Infanterie-Regiment Nr. 70
  - 10. Lothringisches Infanterie-Regiment Nr. 174
- 62. Infanterie-Brigade
  - Infanterie-Regiment „Markgraf Karl“ (7. Brandenburgisches) Nr. 60
  - 2. Unter-Elsässisches Infanterie-Regiment Nr. 137
  - Infanterie-Regiment „Hessen-Homburg“ Nr. 166
- Ulanen-Regiment „Großherzog Friedrich von Baden“ (Rheinisches) Nr. 7
- 31. Artillerie-Brigade in Hagenau
  - 1. Unter-Elsässisches Feldartillerie-Regiment Nr. 31
  - 2. Unter-Elsässisches Feldartillerie-Regiment Nr. 67
- 1. Kompanie/2. Rheinisches Pionier-Bataillon Nr. 27

### Kriegsgliederung vom 28. Oktober 1918
- 32. Infanterie-Brigade
  - 8. Rheinisches Infanterie-Regiment Nr. 70
  - Infanterie-Regiment „Hessen-Homburg“ Nr. 166
  - 10. Lothringisches Infanterie-Regiment Nr. 174
  - 5. Eskadron/Ulanen-Regiment „Großherzog Friedrich von Baden“ (Rheinisches) Nr. 7
- Artillerie-Kommandeur Nr. 31
  - 1. Unter-Elsässisches Feldartillerie-Regiment Nr. 31
  - Fußartillerie-Bataillon Nr. 44
- Pionier-Bataillon Nr. 93
- Divisions-Nachrichten-Kommandeur Nr. 31

## Geschichte
Die Division wurde am 20. März 1871 errichtet, hatte ihr Hauptquartier bis 1912 in Straßburg und anschließend bis zur Auflösung des Großverbandes Anfang 1919 in Saarbrücken.

### Gefechtskalender

#### 1914
- 31. Juli bis 8. August – Grenzschutz gegen Frankreich (Teile der Division)
- 08. bis 19. August – Grenzschutzgefechts in Lothringen
- 20. bis 22. August – Schlacht in Lothringen
- 22. August bis 14. September – Schlacht von Nancy-Epinal
- 23. September bis 6. Oktober – Schlacht an der Somme
- 07. bis 10. Oktober – Stellungskämpfe westlich St. Quentin
- ab 7. Oktober – Stellungskämpfe an der Somme

#### 1915
- bis 18. Januar – Stellungskämpfe an der Somme
- 19. Januar bis 2. Februar – Transport nach Osten
- 04. bis 22. Februar – Winterschlacht in Masuren
- 23. Februar bis 6. März – Gefechte am Bobr
- 09. bis 12. März – Gefechte bei Sejny
- 25. bis 30. März – Gefechte bei Krasnopol und Krasne
- 31. März bis 20. Juli – Stellungskämpfe zwischen Augustów, Mariampol und Pilwiszki
- 21. Juli bis 7. August – Kämpfe an der Jesia und bei Wejwery
- 08. bis 18. August – Belagerung von Kowno
- 19. August bis 8. September – Njemen-Schlacht
- 09. September bis 2. Oktober – Schlacht bei Wilna
- ab 3. Oktober – Stellungskämpfe zwischen Krewo-Smorgon-Narotsch und Tweretsch

#### 1916
- 01. Januar bis 31. Dezember – Stellungskämpfe zwischen Krewo-Smorgon-Narotsch und Tweretsch

#### 1917
- bis 17. September – Stellungskämpfe zwischen Krewo-Smorgon-Narotsch und Tweretsch
- 18. September bis 5. Dezember – Stellungskämpfe zwischen Njemen-Beresina-Krewo-Smorgon-Narotsch und Tweretsch
- 06. bis 17. Dezember – Waffenruhe und Transport nach Westen
- ab 18. Dezember – Stellungskämpfe in Flandern

#### 1918
- bis 9. April – Stellungskämpfe in Flandern
- 10. bis 29. April – Schlacht um den Kemmel
- 30. April bis 27. Juli – Stellungskrieg in Flandern
- 29. Juli bis 11. September – Stellungskämpfe zwischen Maas und Mosel
- 12. bis 14. September – Ausweichkämpfe im Mihiel-Bogen
- 15. September bis 10. Oktober – Stellungskämpfe in der Woëvre-Ebene und westlich der Mosel
- 11. bis 28. Oktober – Stellungskämpfe auf den Höhen westlich der Mosel
- 29. bis 31. Oktober – Abwehrkämpfe zwischen Argonnen und Maas
- 29. Oktober bis 11. November – Abwehrschlacht in der Champagne und an der Maas
  - 01. bis 11. November – Abwehrkämpfe zwischen Aire und Maas, Rückzugskämpfe und Übergang auf das rechte Maasufer
- ab 12. November – Räumung des besetzten Gebietes und Marsch in die Heimat

## Kommandeure
| Dienstgrad                   | Name                                | Datum                                                          |
| ---------------------------- | ----------------------------------- | -------------------------------------------------------------- |
| Generalleutnant              | Otto von Hoffmann                   | 20. März 1871 bis 17. März 1872                                |
| Generalleutnant              | Ludwig von Wittich                  | 18. März 1872 bis 11. April 1873                               |
| Generalmajor/Generalleutnant | Bernhard von Schkopp                | 12. April 1873 bis 25. Januar 1878                             |
| Generalleutnant              | Helmuth von Ziemietzky              | 26. Januar 1878 bis 13. Mai 1881                               |
| Generalleutnant              | Hermann Berger                      | 14. Mai 1881 bis 9. Mai 1883                                   |
| Generalleutnant              | Karl von Brandenstein               | 15. Mai 1883 bis 12. November 1884                             |
| Generalleutnant              | Richard Loewe                       | 13. November 1884 bis 1. August 1888                           |
| Generalmajor                 | Friedrich Wilhelm Stockmarr         | 04. August bis 18. September 1888 (mit der Führung beauftragt) |
| Generalleutnant              | Friedrich Wilhelm Stockmarr         | 19. September 1888 bis 14. Juli 1889                           |
| Generalleutnant              | Moritz Kühne                        | 15. Juli 1889 bis 15. Mai 1891                                 |
| Generalleutnant              | Rudolf von Zingler                  | 27. Januar 1891 bis 15. Mai 1891 (zur Vertretung kommandiert)  |
| Generalleutnant              | Rudolf von Zingler                  | 16. Mai 1891 bis 29. November 1893                             |
| Generalleutnant              | Eduard von Jena                     | 19. Dezember 1893 bis 26. Januar 1896                          |
| Generalleutnant              | Ludwig Böcklin von Böcklinsau       | 27. Januar 1896 bis 21. Mai 1899                               |
| Generalleutnant              | Karl von Hugo                       | 22. Mai 1899 bis 11. September 1902                            |
| Generalleutnant              | Richard Richter                     | 12. September 1902 bis 9. April 1905                           |
| Generalleutnant              | Oskar von Rohrscheidt               | 22. April bis 27. November 1905                                |
| Generalleutnant              | Paul Zunker                         | 28. November 1905 bis 1. März 1907                             |
| Generalleutnant              | Ferdinand Waenker von Dankenschweil | 02. März 1907 bis 21. März 1910                                |
| Generalleutnant              | Curt von Pavel                      | 22. März bis 24. April 1910                                    |
| (Württ.) Generalleutnant     | Paul von Schaefer                   | 25. April 1910 bis 3. Februar 1913                             |
| Generalmajor                 | Albert von Berrer                   | 04. bis 17. Februar 1913 (mit der Führung beauftragt)          |
| Generalleutnant              | Albert von Berrer                   | 18. Februar 1913 bis 26. August 1916                           |
| Generalleutnant              | Georg Nagel                         | 26. August 1916 bis 26. November 1917                          |
| Generalleutnant              | Paul von Wissel                     | 27. November 1917 bis 18. Januar 1919                          |